# Сезон ФК «Дніпро» (Дніпропетровськ) 1988
Сезон ФК «Дніпро» (Дніпропетровськ) 1988 — переможний сезон футбольного клубу «Дніпро» у футбольних змаганнях СРСР, де він завоював чемпіонське звання та взяв Кубок СРСР. 

## Склад команди
| № | Поз. | Нац. | Гравець             |
| - | ---- | ---- | ------------------- |
|   | ВР   |      | Валерій Городов     |
|   | ВР   |      | Ігор Тютерев        |
|   | ВР   |      | Сергій Краковський  |
|   | ЗХ   |      | Андрій Сидельников  |
|   | ЗХ   |      | Олексій Чередник    |
|   | ЗХ   |      | Іван Вишневський    |
|   | ЗХ   |      | Сергій Пучков       |
|   | ЗХ   |      | Сергій Башкиров     |
|   | ЗХ   |      | Володимир Геращенко |
|   | ЗХ   |      | Олександр Сорокалет |
|   | ЗХ   |      | Петер Нойштедтер    |
|   | ЗХ   |      | Олег Федюков        |
|   | ЗХ   |      | Олександр Червоний  |
|   | ЗХ   |      | Сергій Беженар      |
|   | ЗХ   |      | Петро Буц           |
|   | ПЗ   |      | Володимир Багмут    |

| № | Поз. | Нац. | Гравець            |
| - | ---- | ---- | ------------------ |
|   | ПЗ   |      | Віктор Рафальчук   |
|   | ПЗ   |      | Євген Похлебаєв    |
|   | ПЗ   |      | Микола Кудрицький  |
|   | ПЗ   |      | Вадим Тищенко      |
|   | ПЗ   |      | Антон Шох          |
|   | НП   |      | Володимир Лютий    |
|   | НП   |      | Олег Кошелюк       |
|   | НП   |      | Костянтин Єременко |
|   | НП   |      | Юрій Леонов        |
|   | НП   |      | Василь Сторчак     |
|   | НП   |      | Вадим Євтушенко    |
|   | НП   |      | Олег Таран         |
|   | НП   |      | Едуард Сон         |
|   | НП   |      | Євген Шахов        |
|   | НП   |      | Валентин Москвін   |
|   | НП   |      | Ігор Шквирін       |

## Чемпіонат СРСР з футболу

### Календар чемпіонату СРСР
| Тур | Команда               | Рахунок | Тур | Команда               | Рахунок | Тур | Команда               | Рахунок |
| --- | --------------------- | ------- | --- | --------------------- | ------- | --- | --------------------- | ------- |
| 1   | «Динамо» (Київ)       | 0:0     | 11  | «Динамо» (Москва)     | 2:0     | 21  | «Чорноморець» (Одеса) | 2:1     |
| 2   | «Металіст» (Харків)   | 1:1     | 12  | «Жальгіріс» (Вільнюс) | 2:2     | 22  | «Шахтар»              | 4:2     |
| 3   | «Кайрат» (Алма-Ата)   | 0:2     | 13  | «Динамо» (Мінськ)     | 0:1     | 23  | «Металіст»            | 0:2     |
| 4   | «Торпедо» (Москва)    | 1:0     | 14  | «Зеніт» (Ленінград)   | 1:1     | 24  | «Торпедо» (Москва)    | 2:0     |
| 5   | «Чорноморець» (Одеса) | 1:3     | 15  | «Локомотив» (Москва)  | 2:1     | 25  | «Динамо» (Київ)       | 2:0     |
| 6   | «Спартак» (Москва)    | 0:0     | 16  | «Динамо» (Москва)     | 1:2     | 26  | «Кайрат» (Алма-Ата)   | 3:0     |
| 7   | «Шахтар»              | 0:0     | 17  | «Нефтчі» (Баку)       | 2:2     | 27  | «Зеніт» (Ленінград)   | 0:1     |
| 8   | «Арарат» (Єреван)     | 0:0     | 18  | «Арарат» (Єреван)     | 3:0     | 28  | «Локомотив» (Москва)  | 0:1     |
| 9   | «Динамо» (Тбілісі)    | 0:1     | 19  | «Динамо» (Тбілісі)    | 0:0     | 29  | «Динамо» (Мінськ)     | 4:3     |
| 10  | «Нефтчі» (Баку)       | 3:2     | 20  | «Спартак» (Москва)    | 2:2     | 30  | «Жальгіріс» (Вільнюс) | 3:1     |

Примітка

Блакитним кольором виділені домашні ігри.

### Турнірна таблиця
| Місце | Команда            | Ігор | В  | Н  | П | РМ    | Очок |
| ----- | ------------------ | ---- | -- | -- | - | ----- | ---- |
| 1     | «Дніпро»           | 30   | 18 | 10 | 2 | 49-23 | 46   |
| 2     | «Динамо» (Київ)    | 30   | 17 | 9  | 4 | 43-19 | 43   |
| 3     | «Торпедо» (Москва) | 30   | 17 | 8  | 5 | 39-23 | 42   |

Воротарі: Валерій Городов (25, 18п), Сергій Краковський (4, 2п), Ігор Тютерев (1, 3п).
Захисники: Сергій Башкиров (29, 1), Іван Вишневський (28), Олександр Сорокалет (27, 1), Олексій Чередник (24, 3), Сергій Пучков (22), Андрій Сидельников (8, 1), Володимир Геращенко (7), Петер Нойштедтер (4), Сергій Беженар (3), Петро Буц (1), Олег Федюков (1), Олександр Червоний (1). 
Півзахисники: Володимир Багмут (28, 2), Микола Кудрицький (27, 3), Антон Шох (22, 1), Вадим Тищенко (6), Віктор Рафальчук (2), Євген Похлебаєв (1).   
Нападники: Едуард Сон (29, 8), Євген Шахов (28, 16), Володимир Лютий (21, 9), Вадим Євтушенко (20), Ігор Шквирін (10, 2), Олег Таран (4), Василь Сторчак (2), Костянтин Єременко (1), Олег Кошелюк (1, 1), Юрій Леонов (1), Валентин Москвін (1).

## Кубок СРСР з футболу1988-1989

### Виступи
| Раунд       | Команда              | Рахунок |
| ----------- | -------------------- | ------- |
| 1/16 фіналу | «Шинник» (Ярославль) | 5:0 2:0 |
| 1/8 фіналу  | «Зеніт» (Ленінград)  | 1:0 1:1 |
| 1/4 фіналу  | «Динамо» (Мінськ)    | 1:0     |
| 1/2 фіналу  | «Динамо» (Тбілісі)   | 2:1     |
| Фінал       | «Торпедо» (Москва)   | 1:0     |

## Кубок Федерації

### Виступи
| Раунд   | Команда               | Рахунок |
| ------- | --------------------- | ------- |
| Група Г | «Металіст» (Харків)   | 0:2 1:0 |
| Група Г | «Чорноморець» (Одеса) | 2:1 2:2 |
| Група Г | «Арарат» (Єреван)     | 0:0 0:1 |

Воротарі: Валерій Городов (2, 1п), Сергій Краковський (5, 5п).
Захисники: Олександр Сорокалет (6), Сергій Башкиров (5), Володимир Геращенко (3), Петер Нойштедтер (3), Сергій Беженар (2), Петро Буц (2), Іван Вишневський (2), Сергій Пучков (2), Олексій Чередник (1), Сергій Шелест (1).
Півзахисники: Володимир Багмут (6), Микола Кудрицький (6), Вадим Євтушенко (6, 1), Антон Шох (3).
Нападники: Андрій Сидельников (6), Едуард Сон (6, 2), Євген Шахов (6, 1), Василь Сторчак (5, 1), Олег Таран (2), Олег Кошелюк (2).

## Кубок УЄФА
| 7 вересня 1988 19:00 |

| «Дніпро»  | 1 – 1 | «Бордо» |
| --------- | ----- | ------- |
| Лютий 50' | Звіт  | Рош 24' |

| «Метеор» (Дніпропетровськ) Глядачів: 28 250 Арбітр: Ніл Мідглі (Англія) |

«Дніпро»: Валерій Городов, Сергій Башкиров, Іван Вишневський, Вадим Тищенко (Едуард Сон, 70), Олександр Сорокалет, Микола Кудрицький, Володимир Багмут, Олексій Чередник, Антон Шох (к), Володимир Лютий (Вадим Євтушенко, 74), Євген Шахов. 
«Бордо»: Домінік Дропсі, Жан-Крістоф Тувенель, Гернот Рор, Дідьє Сенак, Ален Рош, Жан Тігана (к), Ерік Девільдер, Жан-Марк Феррері, Яннік Стопіра, Вінченцо Шіфо, Клайв Аллен (Домінік Тома, 70). Головний тренер — Еме Жаке.
 Олексій Чередник (68).
| 5 жовтня 1988 22:00 |

| «Бордо»              | 2 – 1 | «Дніпро»    |
| -------------------- | ----- | ----------- |
| Стопіра 47' Шіфо 73' | Звіт  | Чередник 1' |

| Муніципальний стадіон (Бордо) Глядачів: 29 500 Арбітр: Гельмут Коль (Австрія) |

«Бордо»: Домінік Дропсі, Жан-Крістоф Тувенель, Зоран Вуйович, Дідьє Сенак, Ален Рош, Гернот Рор (Жан-Марк Феррері, 46), Жан Тігана (к), Ерік Девільдер, Яннік Стопіра, Вінченцо Шіфо, Клайв Аллен (Ерік Пеан, 87). Головний тренер — Еме Жаке.
«Дніпро»: Сергій Краковський, Володимир Геращенко, Іван Вишневський, Сергій Пучков, Олександр Сорокалет (Едуард Сон, 60), Микола Кудрицький, Володимир Багмут, Олексій Чередник (Вадим Тищенко, 45), Антон Шох (к), Володимир Лютий, Євген Шахов.
 Шахов (26), Чередник (41), Лютий (85) — Тігана (45).
До наступного раунду пройшов французький клуб.